# Jean Jacques Louis Pressac des Planches
Pour les articles homonymes, voir Pressac (homonymie).
Jean-Jacques Louis Pressac des Planches est un homme politique français né le 27 décembre 1753 à Civray (Vienne) et décédé à une date inconnue.
Avocat, il est officier municipal à Civray en 1790 puis président du tribunal du district et secrétaire de la société des amis de la Constitution. Il est député de la Vienne de 1791 à 1792, siégeant avec les modérés. Suspect sous la Terreur, il est incarcéré jusqu'au 9 thermidor. Il devient ensuite agent national du district de Civray, puis commissaire du pouvoir exécutif près l'administration centrale du département, puis auprès du tribunal correctionnel de Civray. Il est nommé sous-préfet de Civray en 1800. En 1819, il est nommé juge au tribunal de Niort.

## Sources
- « Jean Jacques Louis Pressac des Planches », dans Adolphe Robert et Gaston Cougny, Dictionnaire des parlementaires français, Edgar Bourloton, 1889-1891 [détail de l’édition]